# Szpital Polskiego Czerwonego Krzyża w Korei Północnej
Szpital Polskiego Czerwonego Krzyża w Korei Północnej – wojskowa (od lipca 1953 roku cywilna) polowa placówka medyczna Polskiego Czerwonego Krzyża, udzielająca pomocy humanitarnej wojskom komunistycznym podczas wojny koreańskiej. Działała w latach 1953–1956.

## Historia
Pod koniec wojny koreańskiej, w maju 1953 roku rządy Polskiej Rzeczypospolitej Ludowej i Koreańskiej Republiki Ludowo-Demokratycznej zawarły umowę o utworzeniu polskiego szpitala polowego na tyłach wojsk chińsko-północnokoreańskich. Było to działanie w ramach międzynarodowej pomocy, jaką skierowały wobec sił komunistycznych środkowoeuropejskie kraje socjalistyczne – oprócz Polski swoich medyków skierowały: Ludowa Republika Bułgarii, Republika Czechosłowacka, Rumuńska Republika Ludowa i Węgierska Republika Ludowa.
Przygotowania do wysłania szpitala polowego rozpoczęły się już w styczniu 1953 roku – część personelu została przeszkolona przez Jednostkę Wojskową 2000, która w tym czasie przygotowywała także polską misję wojskową w Komisji Nadzorczej Państw Neutralnych. W podwarszawskich lasach zbudowany został obóz szkoleniowy, gdzie obsadę szpitala instruowano w kwestiach chorób tropikalnych. Całość operacji była objęta tajemnicą – członkowie rodzin lekarzy często nie wiedzieli dokąd i na jak długo oni wyjadą.
Grupa przygotowawcza wyleciała z Warszawy w kwietniu 1953 roku. Po przylocie do Pekinu pociągami zostali przetransportowani do granicy chińsko-północnokoreańskiej, skąd ciężarówkami przewieziono ich na tyły wojsk komunistycznych, którym natychmiast zaczęli udzielać pomocy. Reszta prawie 60-osobowej obsady ekipy medycznej dołączyła w maju. Szpital polowy rozwinięto w rejonie Hŭich’ŏn – ze względu na bombardowania placówka została rozmieszczona w kilku miejscach, do których przywożono rannych z frontu. Polska działalność oprócz doraźnej pomocy medycznej obejmowała także skomplikowane operacje chirurgiczne.
27 lipca 1953 roku został zawarty rozejm i wojskowy szpital polowy Polskiego Czerwonego Krzyża został przekształcony w szpital cywilny i rozdzielony na dwie części – jedna pozostała w Hŭich’ŏn, drugą zorganizowano w Hamhŭng na gruzach zbombardowanego szpitala północnokoreańskiego. W 1954 roku wyposażenie polskich placówek przekazano Koreańczykom i formalnie Polacy pracowali w szpitalach koreańskich. W 1956 roku misja polskich lekarzy została zakończona. Przez 5 zmian w szpitalu PCK pracowało łącznie 192 polskich medyków.